# Pot Ivana Potrča in Matija Murka
Pot Ivana Potrča in Matija Murka (tudi Ptujska kulturna pot) je pohodniška pot po sledeh pisatelja in dramatika Ivana Potrča in slavista, etnologa in literarnega zgodovinarja Matija Murka. Namenjena je spoznavanju pokrajine, v kateri sta odraščala in kjer je nastalo in se dogaja več Potrčevih del. Tudi Murko piše o njej v svojih Spominih. Pot je dolga 15 km in se začne in konča na Ptuju. Izmenično poteka po vaških cestah in kolovozih in je primerna za vse vrste pohodnikov. 

## Opis poti
Pot se začne pri Knjižnici Ivana Potrča, ki hrani del Potrčeve zapuščine. Vodi mimo dominikanskega samostana, kjer se nahaja spomenik Matiji Murku, nato pa iz mesta do Potrčeve domačije na Štukih. Del te poti je omenjen v Potrčevi noveli Ko smo se ženili (1982). (COBISS)
Prihitel sem na panoramo, obstal vznemirjen nad njivami in preletel s pogledom vso cesto od šole pa tja do Skokove kapele. [...] Na cesti ob Grajeni je cestar Vrečar nekaj strgal po blatni cesti in prevažal samokolnico, ki je nekam zaspano in enakomerno zaškripala.
Potrčeva domačija je vključena v projekt Slovenska pisateljska pot. Leta 2001 so na njej odkrili spominsko ploščo. Tu se dogaja tudi Potrčev roman Na kmetih (1954). (COBISS) Pot vodi mimo Herbersteinove viničarije do rojstne hiše Matija Murka v Drstelji, na kateri je prav tako nameščena spominska plošča. Potem se obrne nazaj proti mestu in pelje do Elsbaherjevega štoka na Placarskem vrhu. Nad njegovim razgledom se je navduševal tudi Murko. Konča se na starem ptujskem pokopališču, kjer sta med drugim pokopana jezikoslovec Oroslav Caf in pisatelj Alojzij Remec.

## Historiat poti
Pot je zasnovala Viktorija Dabič, predsednica društva Zreli vedež. S tem je želela spodbuditi pohodnike, da bi spoznavali pokrajino s knjigo v roki in prepoznavali ljudi in zemljo, "kjer so ljudje težki kakor naša gruda", kot je zapisal Potrč v zgodbi Naša gruda (1982). (COBISS) Prvi organizirani pohod po tej poti so izvedli 2. januarja 2001. Leta 2014 je Planinsko društvo Ptuj uredilo in označilo pot in jo vključilo v mrežo pohodniških poti na Ptuju in v okolici. Od takrat naprej se imenuje tudi Ptujska kulturna pot. Društvo Zreli vedež skupaj s Planinskim društvom Ptuj vsako leto na začetku januarja priredi organiziran pohod, ki se konča na Turistični kmetiji Lacko v Drstelji in ne pokriva cele poti. Ta sicer terja pet ur počasne hoje.